# Code de l’indigénat
Der Code de l’indigénat war eine am 9. Februar 1875 von der Präfektur in Algier zunächst für Algerien eingeführte und später auf alle französischen Kolonien ausgeweitete Sammlung von Dekreten, die für die Einheimischen (Indigenen) an die Stelle der Verfassungsrechte für Personen des Mutterlandes traten und deren Gültigkeit erst nach dem Ende des Zweiten Weltkrieges – nach einer Übergangszeit bis Anfang der 1950er Jahre – erlosch.

## Bedeutung
Der Code de l’indigénat wurde von zeitgenössischen Kritikern auch Code matraque (deutsch „Knüppelgesetz“) genannt. Er unterwarf die „Eingeborenen“ (französisch indigènes) als französische „Untertanen“ (sujets) im Unterschied zu den Verwaltungsangehörigen und europäischen Siedlern, die als französische „Staatsbürger“ (citoyens) galten, und bestand aus 27 verschiedenen Dekreten (in der Fassung von 1875). Damit wurde die gesamte Lebensgestaltung der Indigenen im Sinne der französischen Ordnungsvorstellungen geregelt, deren vielfach angepasste Anordnung dem jeweiligen Gouverneur oblag. Die Einhaltung unterlag ohne Gewaltenteilung der französischen Kolonialverwaltung, die gleichzeitig Gerichtsbarkeit war und damit ihrer absoluten Kontrolle. Das bedeutete für die betroffene einheimische Bevölkerung, in einem permanenten Zustand der Rechtlosigkeit und kollektiven Enteignung zu leben. Der Code de l’indigénat wurde zwar am 22. Dezember 1945 außer Kraft gesetzt, die Anpassung an die Gesetzgebung des Mutterlandes erfolgte aber nur schleppend, am Beispiel der Einführung eines einheitlichen Arbeitsrechts auch für die Überseegebiete erst am 15. Dezember 1952.

## Geschichte
Im Zweiten Kaiserreich wurde der rechtliche Unterschied zwischen den Europäern und der algerischen Bevölkerung kodifiziert und blieb während der gesamten Dritten Republik bis zum 7. Mai 1946 in Kraft. Nach dem Senatsbeschluss von 1865 war nach Artikel 1 der muslimische Algerier Franzose, blieb aber dem islamischen Gesetz unterworfen. Er konnte in der Armee oder in der Marine zum Militärdienst zugelassen werden und in Algerien zivile Ämter bekleiden. Auf Antrag konnte er die französische Staatsbürgerschaft erhalten. Zwischen 1865 und 1962 sind allerdings nur 7 000 Algerier französische Staatsbürger geworden.
1870 erhielten mit dem Décret Crémieux in den drei zum Mutterland gehörigen algerischen Départements die dortigen Juden die französische Staatsbürgerschaft. Gegen dieses Gesetz erwuchs Opposition sowohl von Franzosen, die in Algerien ansässig waren, und dessen Abschaffung verlangten als auch von Personen, die für die Muslime in Algerien gleiche Rechte forderten.
Der Code de l’indigénat von 1875, der 1881 mit einer Regelung zur Enteignung des Bodens der einheimischen Bevölkerung ergänzt wurde, bestätigte und präzisierte den im Zweiten Kaiserreich gefassten Senatsbeschluss von 1865. Folgende Übertretungen wurden bestraft: Versammlungen ohne Erlaubnis, Verlassen des Gemeindegebiets ohne Reiseerlaubnis, Unehrerbietigkeit, Beleidigung einer Amtsperson auch außerhalb ihrer Funktionen. Die lokale Bevölkerung konnte mit Geldstrafe oder Internierung bestraft werden, was zusätzliche Kollektivhaftung nicht ausschloss. Das Wahrnehmen der bürgerlichen Rechte war, von zwischenzeitlichen Erleichterungen abgesehen, unter Strafe gestellt. 1903 wurde erklärt, dass als „Muslim“ zu gelten habe, wer muslimischen Ursprungs sei, egal welche Religion er ausüben mochte. Das zeigt den ethno-politischen Charakter des Umgangs mit den Einheimischen, der nur durch die Zuerkennung der französischen Staatsbürgerschaft abgelöst werden konnte.
Seit 1887 wurde mit verschiedenen Abweichungen der Geltungsbereich des Code de l’indigénat auf alle französischen Kolonien ausgeweitet. Im Allgemeinen unterwarf der Code die Bevölkerung der Zwangsarbeit, dem Verbot, sich nachts frei zu bewegen, jederzeit möglichen Haussuchungen und einer besonderen Kopfsteuer (vgl. Capitation). Die Vorschriften galten der Aufrechterhaltung der „guten Kolonialordnung“ und wurden den Interessen der europäischen Siedler beständig angepasst.
Der Code de l’indigénat unterschied zwischen französischen Staatsbürgern europäischen Ursprungs und französischen Untertanen, nämlich Schwarzafrikanern, Madagassen, Algeriern, Antillenbewohnern, Melanesiern usw. Sie behielten nur den „ihrer Religion und ihren Sitten entsprechenden“ Persönlichkeitsstatus.
Unter dem Eindruck der großen persönlichen Opfer, die zahlreiche Muslime für Frankreich im Ersten Weltkrieg gebracht hatten, wurde der Code de l’indigénat zunächst ausgesetzt und unter Charles Jonnart wurden Reformen eingeleitet, die zur Verbesserung der individuellen Lage gedienter Muslime führten. Ab November 1919 trat er jedoch in den meisten Bestimmungen wieder in Kraft.

## Aufarbeitung des kolonialen Erbes
Insgesamt kann der so kodifizierte französische Kolonialismus als eine Fortsetzung der Sklaverei betrachtet werden, was ein Vergleich mit dem bis 1848 gültigen „Code noir“ zeigt. Im Vorfeld der Vorbereitung des 200. Jahrestages der Französischen Revolution brachte 1987 der politische Philosoph Louis Sala-Molins zum ersten Mal den „Code noir“ wieder ans Tageslicht. Dieses Gesetzeswerk hatte ab 1685 für 163 Jahre bis 1848 das Los der Sklaven in den französischen Kolonien bestimmt. Er überstand unbeschadet das Zeitalter der Aufklärung, und das in der Revolution 1794 verfügte Abschaffungsdekret wurde nie umgesetzt, so dass es Napoleon Bonaparte 1802 wieder aufhob und die Geltung des Code noir ausdrücklich bestätigte. Ein 2001 verabschiedetes Gesetz trägt diesem Erbe der Revolution Rechnung, indem im Nachhinein Menschenhandel und Sklaverei als Verbrechen gegen die Menschlichkeit erklärt werden.
Bezeichnet Sala-Molins den Code Noir als monströsesten juristischen Text, den die Moderne hervorgebracht habe, so wurde der Code de l’indigénat schon von den ihn rechtfertigenden Zeitgenossen selbst im Vergleich mit allem, was den Franzosen des 19. Jahrhunderts zustand, als „juristische Monstrosität“ bezeichnet. Olivier Le Cour Grandmaison hebt vor allem hervor, dass es die Dritte Französische Republik mit Jules Ferry und anderen linken Republikanern war, die die republikanischen Prinzipien von Freiheit, Gleichheit, Brüderlichkeit wissentlich und willentlich gegen bald verstummenden Widerstand in der Nationalversammlung zunächst in Algerien und dann im gesamten Kolonialreich für die „Eingeborenen“ außer Kraft setzte und einem rassistischen Regime unterwarf.
Alle über den Code de l’indigénat umgesetzten Ausnahmezustandsmaßnahmen, von denen die administrative Internierung die gravierendste war, hatten nach Le Cour Grandmaison schließlich auch ihre Auswirkungen auf die Republik im Mutterland selbst, was sich Ende der 1930er Jahre gezeigt habe, als der „öffentlichen Ordnung“ halber Maßnahmen gegen „unerwünschte“ Ausländer (zum Beispiel mit dem Ende des Spanischen Bürgerkriegs 1939 aus Spanien geflohene Anhänger der Republik), gegen Oppositionelle und „Rassefremde“ verhängt wurden, was Unterbringung in Internierungslagern bedeutete. 1940 wurden als erste Maßnahme des Vichy-Regimes auch die Emanzipationsansätze des Crémieux-Dekrets aufgehoben, so dass alle Juden rechtlose „Eingeborene“ blieben, was dann ab 2. Juni 1941 auf alle Juden des Mutterlandes übertragen wurde. 1961 habe der Polizeipräfekt von Paris, Maurice Papon, auf der Grundlage auch seiner algerischen Erfahrungen den Ausnahmezustand über die in Frankreich lebenden „französischen Muslime aus Algerien“ (FMA) verhängt, um Demonstrationen zu verhindern (→ Massaker von Paris 1961 und Film Caché von Michael Haneke).
Am 23. Februar 2005 verabschiedete die Nationalversammlung ein Gesetz, das eine positive Darstellung der französischen Kolonialgeschichte verbindlich macht und in Artikel 1 den Dank der Nation an alle am Kolonisationswerk Beteiligten ausdrückt. Erst nach massivem öffentlichen Protest wurde dieses Gesetz per Dekret des damaligen Präsidenten Jacques Chirac wieder aufgehoben. Olivier Le Cour Grandmaison erinnert 2010 mit einer ausführlichen Dokumentation zur Geschichte des Code de l’indigénat daran, dass es sich mit dieser positiven Darstellung um „nationale Mythologie“ handle, die die Wirklichkeit der Lebensverhältnisse der einheimischen Bevölkerung ausblende und die vielfältigen kritischen Stimmen und Zeugnisse zur Kolonialherrschaft verdränge, die den Code de l’indigénat seit seiner Einführung begleitet hätten.